# Niels Harbou (1730-1806)
 Der er flere personer med dette navn, se Niels Harbou (1694-1765).
Niels Harbou (døbt 2. december 1730 i Fiskum Kirke, Norge – 24. juni 1806 på gården Knive) var en dansk-norsk officer.
Han var søn af generalmajor og chef for 3. Trondhjemske Infanteriregiment Hans Christian Harbou (død 1763) og Sarah f. Moss (1706-1767). Han begyndte sin militære løbebane som underofficer ved 1. Akershusiske Infanteriregiment, blev her sekondløjtnant 1749, premierløjtnant 1753, kaptajn 1759, major 1783 (anciennitet fra 1774) og oberstløjtnant 1789. I denne egenskab blev han 1792 forsat til Nordenfjeldske Infanteriregiment, oberst her 1795, men samme år forsat til det Telemarkske Regiment, hvorfra han dog atter afgik det følgende år til oplandske som regimentschef. 1798 blev han tillige kommandant ad interim på Kongsvinger, og 1802 udnævntes han til generalmajor. Harbou havde fra sine kaptajnsår et godt lov som en duelig og pligtopfyldende officer; han drev tillige landbrug med dygtighed og økonomi og efterlod sig en ret betydelig formue.
Han var 2 gange gift: 1. gang 1768 med Ide Sophie f. Michelet (10. september 1744 – 21. april 1771), datter af oberst Christian Frederik Michelet, og 2. gang 1773 med Henrika Margrethe f. Huitfeldt (døbt 21. oktober 1746 – 24. august 1813), datter af etatsråd Claus Huitfeldt til Trondstad og Anna Margrethe f. Huitfeldt. Harbou, der 1804 var afgået fra krigstjenesten med ventepenge, døde på sin gård Knive 24. juni 1806.